# Mistrzostwa Świata w Szermierce 1999
Mistrzostwa Świata w Szermierce 1999 – 61. edycja mistrzostw odbyła się w stolicy Korei Południowej – Seulu.

## Klasyfikacja medalowa
| Lp. | Państwo           | złoto | srebro | brąz | Razem |
| --- | ----------------- | ----- | ------ | ---- | ----- |
| 1   | Francja           | 5     | 1      | 2    | 8     |
| 2   | Niemcy            | 2     | 2      | 2    | 6     |
| –   | Włochy            | 2     | 2      | 2    | 6     |
| 4   | Azerbejdżan       | 1     | –      | 1    | 2     |
| –   | Węgry             | 1     | –      | 1    | 2     |
| 6   | Ukraina           | 1     | –      | –    | 1     |
| 7   | Chiny             | –     | 2      | 1    | 3     |
| –   | Polska            | –     | 2      | 1    | 3     |
| 9   | Rosja             | –     | 1      | 3    | 4     |
| 10  | Szwecja           | –     | 1      | –    | 1     |
| –   | Szwajcaria        | –     | 1      | –    | 1     |
| 12  | Kuba              | –     | –      | 2    | 2     |
| 13  | Estonia           | –     | –      | 1    | 1     |
| –   | Korea Południowa  | –     | –      | 1    | 1     |
| –   | Stany Zjednoczone | –     | –      | 1    | 1     |

## Medaliści

### Mężczyźni
| Złoto                                                                                 | Srebro                                                                              | Brąz                                                                                    |
| Floret                                                                                |                                                                                     |                                                                                         |
| Serhij Hołubycki                                                                      | Matteo Zennaro                                                                      | Wolfgang Wienand Kim Young-ho                                                           |
| Francja · Lionel Plumenail · Patrice Lhôtellier · Jean-Noël Ferrari · Jean-Yves Robin | Chiny · Wang Haibin · Ye Chong · Zhang Jie · Dong Zhaozhi                           | Polska · Adam Krzesiński · Piotr Kiełpikowski · Sławomir Mocek · Wojciech Szuchnicki    |
| Szpada                                                                                |                                                                                     |                                                                                         |
| Arnd Schmitt                                                                          | Péter Vánky                                                                         | Kaido Kaaberma Pawieł Kołobkow                                                          |
| Francja · Jean-François Di Martino · Éric Srecki · Hugues Obry · Rémy Delhomme        | Niemcy · Arnd Schmitt · Marc-Konstantin Steifensand · Jörg Fiedler · Elmar Borrmann | Kuba · Iván Trevejo · Carlos Pedroso · Nelson Loyola · Camilo Boris                     |
| Szabla                                                                                |                                                                                     |                                                                                         |
| Damien Touya                                                                          | Stanisław Pozdniakow                                                                | Jean-Philippe Daurelle Luigi Tarantino                                                  |
| Francja · Damien Touya · Jean-Philippe Daurelle · Matthieu Gourdain · Julien Pillet   | Polska · Marcin Sobala · Norbert Jaskot · Rafał Sznajder · Arkadiusz Nowinowski     | Rosja · Stanisław Pozdniakow · Aleksiej Frosin · Siergiej Szarikow · Aleksiej Djaczenko |

### Kobiety
| Złoto                                                                         | Srebro                                                                                 | Brąz                                                                    |
| Floret                                                                        |                                                                                        |                                                                         |
| Valentina Vezzali                                                             | Sabine Bau                                                                             | Swietłana Bojko Iris Zimmermann                                         |
| Niemcy · Sabine Bau · Simone Bauer · Rita König · Monika Weber                | Polska · Sylwia Gruchała · Barbara Wolnicka · Magdalena Mroczkiewicz · Alicja Kryczało | Chiny · Xiao Aihua · Meng Jie · Yuan Li · Shi Haiying                   |
| Szpada                                                                        |                                                                                        |                                                                         |
| Laura Flessel-Colovic                                                         | Diana Romagnoli                                                                        | Ildikó Mincza Mirayda García                                            |
| Węgry · Ildikó Mincza · Gyöngyi Szalay · Tímea Nagy · Hajnalka Tóth           | Chiny · Yang Shaoqi · Li Na · Liang Qin                                                | Niemcy · Imke Duplitzer · Claudia Bokel · Kristina Ophardt · Katja Nass |
| Szabla                                                                        |                                                                                        |                                                                         |
| Jelena Żemajewa                                                               | Ilaria Bianco                                                                          | Ève Pouteil-Noble Anna Ferraro                                          |
| Włochy · Ilaria Bianco · Anna Ferraro · Alessia Tognolli · Daniela Colaiacomo | Francja · Anne-Lise Touya · Cécile Argiolas · Ève Pouteil-Noble · Magali Carrier       | Azerbejdżan · Jelena Żemajewa · Anżeła Wołkowa · Tatjana Djaczenko      |